# Dosso
Dosso település Nigerben. Nevét a „Do-So” szellem után kapta. Ez az első nagyobb település a déli főút mentén, Niamey-től 136 km-re délkeletre. 
Dosso egykor fontos iszlám központ volt, otthona a dzsermakojnak, a dzserma legfontosabb vallási vezetőjének. Niamey, Zinder, Benin és Nigéria kereszteződésében Dosso fontos kereskedelmi központtá vált.

## Látnivalók
- Centre Artisanal - a művészek alkotás közben láthatók
- Grand Marché - piac